# St. Peter und Paul (Lüdersburg)

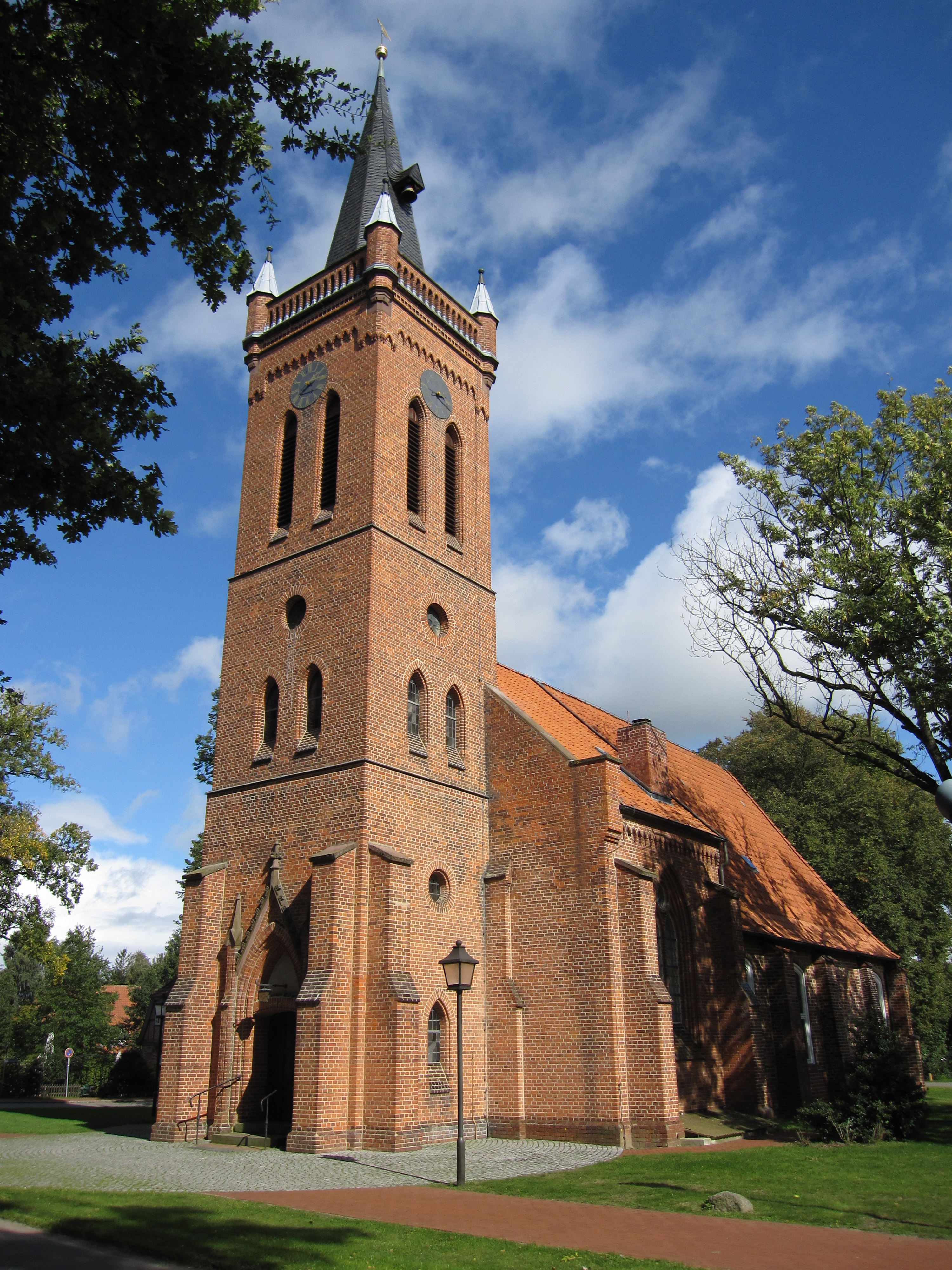
St. Peter und Paul

Die evangelisch-lutherische, denkmalgeschützte Kirche St. Peter und Paul steht als dörflicher Mittelpunkt in Lüdersburg, einer Gemeinde in der Samtgemeinde Scharnebeck im Landkreis Lüneburg in Niedersachsen. Die Kirchengemeinde gehört zum Kirchenkreis Lüneburg im Sprengel Lüneburg der Evangelisch-lutherischen Landeskirche Hannovers.

## Beschreibung
Die ältesten Teile der spätgotischen Saalkirche aus Backstein stammen aus dem 16. Jahrhundert. Sie bestanden aus einem Kirchenschiff mit 3 Jochen und einem weiteren Joch als Chor, der einen polygonalen Abschluss hat. 1873 wurden ein weiteres, höheres Joch im Westen und der Kirchturm errichtet, der den hölzernen Turm ersetzte. Die Wände werden von Strebepfeilern gestützt. Der Kirchturm endet in einer Plattform, die mit einer Balustrade umgeben ist, an jeder Ecke mit einem kleinen Türmchen verziert. Auf ihr erhebt sich der achtseitige, schiefergedeckte, spitze Helm. Über dem Portal im Norden befindet sich das Wappen derer von Wittorf.
Um 1700 ließ die Familie von Wittorf, damalige Besitzerin des Schlosses, den Innenraum der Kirche einheitlich barock ausgestalten und mit einer Holzbalkendecke überspannen. Das Altarretabel ist mit Statuen und Akanthus verziert. Die Kanzel von 1691 ist mit Putti verziert. Auf der geschweiften niedrigen Kommunionbank vor dem Altar stehen die beiden Schutzpatrone: links der Apostel Petrus und rechts der Apostel Paulus. An der Nordwand steht die Prieche derer von Wittorf.